# Rząśnik Szlachecki
Rząśnik Szlachecki (prononciation : [ˈʐɔ̃ɕnik ʂlaˈxɛt͡ski]) est un village polonais de la gmina de Wąsewo dans la powiat d'Ostrów Mazowiecka de la voïvodie de Mazovie dans le centre-est de la Pologne.
Il se situe à environ 14 kilomètres au nord-ouest d'Ostrów Mazowiecka (siège de la powiat) et à 86 kilomètres au nord-est de Varsovie (capitale de la Pologne).

## Histoire
De 1975 à 1998, le village appartenait administrativement à la Powiat d'Ostrów dans la voïvodie d'Ostrołęka.